# Munyeru
Munyeru és un riu de l'Índia principalment al districte de Kistna a Andhra Pradesh.
És un dels principals afluents del riu Kistna, al que s'uneix a uns 32 km damunt de Bezwada, a l'oest de la qual corre. El riu pot ser creuat sense necessitat de pont gairebé tot l'any excepte uns dies durant el període de pluges.